# 屋外広告物法
屋外広告物法（おくがいこうこくぶつほう、昭和24年6月3日法律第189号）は、良好な景観の形成・風致の維持、公衆に対する危害の防止のため、「屋外広告物の表示」、「屋外広告物を掲出する物件の設置と維持」、「屋外広告業」について、必要な規制の基準を定めること（1条）に関する日本の法律である。

## 構成
- 第1章 総則 (1・2条)
- 第2章 広告物等の制限 (3 - 6条)
- 第3章 監督 (7・8条)
- 第4章 屋外広告業
  - 第1節 屋外広告業の登録等 (9 - 11条)
  - 第2節 登録試験機関 (12 - 25条)
- 第5章 雑則 (26 - 29条)
- 第6章 罰則 (30 - 34条)
- 附則